# ロックンロール・ミュージック/ヒデキ
『ロックンロール・ミュージック/ヒデキ』は、西城秀樹のカバー・アルバム。1977年11月25日にRCAから発売された。

## 内容
- 西城秀樹がコンサートなどでカバーして唄っている、ロック系のポピュラー音楽の各楽曲をスタジオ収録した（第4弾の）アルバムである。
- メディア・スタジオに於けるライブ・レコーディングである。
- ミキサー 内沼映二、演奏 藤丸バンド＋稲垣次郎

## 収録曲
SIDE A
1. オー!キャロル N.Sedaka/H.Greenfield
2. ラブ・ミー・テンダー E.Presley/V.Matson
3. 悲しき街角 M.Crook/D.Shannon、漣健児訳詞
4. 恋の日記 N.Sedaka/H.Greenfield
5. ロック・アラウンド・ザ・クロック J.D.Knight/M.C.Freedman
6. クレイジー・ラブ（英語版） P.Anka

SIDE B
1. ダイアナ P.Anka、渡舟人訳詞
2. ツイスト・ガール 西城秀樹作詞作曲、芳野藤丸編曲
3. 君はわが運命 P.Anka
4. タイム・トゥ・クライ P.Anka
5. ロックンロール・メドレー (a)ジョニー・B・グッド C.Berry  (b)ハウンド・ドッグ Leiber/Stoller  (c)グッド・ゴーリー・ミス・モーリー J.S.Marascalco-R.Blackwell (d)ブルー・スエード・シューズ C.Perkins
6. 真夜中のロックン・ロール 矢沢永吉作詞作曲、前田憲男編曲
7. 恋の列車はリバプール発 相沢行夫作詞、矢沢永吉作曲、前田憲男編曲